# Centaurea messenicolasiana
Centaurea messenicolasiana — вид квіткових рослин айстрових (Asteraceae). Ендемік пн.-цн. Греції.

## Морфологічна характеристика
Міцна багаторічна рослина з висхідними пагонами довжиною 50–100 см. Квіткові голови ростуть поодинці або групами по 3–5 штук. Квітки білі. Цвіте: травень — липень.